# Isoetes savatieri
Isoetes savatieri är en kärlväxtart som beskrevs av Franchet. Isoetes savatieri ingår i släktet braxengräs, och familjen Isoetaceae. Inga underarter finns listade i Catalogue of Life.